# W obronie mieszkańców Megalopolis
W obronie mieszkańców Megalopolis stgr. ὑπὲρ Μεγαλοπολιτῶν – mowa polityczna wchodząca w skład Corpus Demosthenicum (pod numerem 16), napisana przez Demostenesa w 352 roku p.n.e. Mówca przedstawia w niej propozycję ateńskiej reakcji na poselstwo Megalopolis.
Wykorzystując uwikłanie Teb w wojnę świętą z Fokidą, Sparta planowała atak na sprzymierzone z nimi Megalopolis. Nie mogąc liczyć na pomoc Beotów, Arkadyjczycy wysłali w 352 roku p.n.e. poselstwo do Aten. Przeszkodą w udzieleniu wsparcia był sojusz jaki Ateńczycy zawarli z Lacedemończykami. Prospartańscy mówcy argumentowali, pomoc dla Megalopolis spowoduje zerwanie przymierza, potrzebnego z uwagi na antytebańskie plany Aten. Inni politycy argumentowali, iż nie powinno się dopuścić do zbytniego wzrostu potęgi Lacedemonu.
Demostenes wygłosił mowę, w której podkreślił nadrzędność interesu Aten, który sprowadzać się miał do powstrzymywania wzrostu potęgi zarówno Sparty, jak i Teb. Według mówcy wyjściem z sytuacji było wymuszenie, aby Megalopolis zerwało swój sojusz z Tebami zaś Sparta powstrzymała się od agresji. Ateńczycy mieliby wystąpić przeciw tej stronie, która nie spełni przedstawionego warunku.